# 모나 마셜
모나 마셜(영어: Mona Marshall, 1947년 8월 31일 ~ )은 미국의 성우이다. 일본 애니메이션의 미국 더빙판에서 주로 활동한다.

## 성우 출연작 목록

### 일본 애니메이션
- 노다메 칸타빌레 - 사야카 치요
- 로젠 메이든 - 사쿠라다 준
- 블리치 - 쿠로사키 이치코 (유년기)
- 바람의 검심 - 오키타 소지
- 청의 엑소시스트 - 미와 코네코마루
- 쵸비츠 - 코쿠분지 미노루
- 디지몬 어드벤처 - 이지 이즈미 (이즈미 코시로 / 장한솔)
- 디지몬 테이머즈 - 테리어몬 / 가르고몬 외
- 디지몬 프론티어 - 루체몬
- 도라에몽 - 도라에몽
- 카노콘 - 오야마다 코타

### 극장판 애니메이션
- 빅풋 주니어 2: 패밀리가 떴다